# Jetro
Jetro, właśc. Reuel (Reuel, hebr. רְעוּאֵל – Bóg jest pasterzem, Jetro, hebr. יִתְרוֹ – tytuł grzecznościowy) – postać biblijna, kapłan madianicki i ojciec siedmiu córek. Jedna z nich, Sefora, była żoną Mojżesza.

## Jetro w Biblii
Jetro pojawia się w biblijnej Księdze Wyjścia. Mojżesz ochronił jego córki przed innymi pasterzami. W dowód wdzięczności kapłan przygarnął Mojżesza i dał mu za żonę jedną z nich, Seforę.
A kapłan Madianitów miał siedem córek. Przyszły one, naczerpały wody i napełniły koryta,
aby napoić owce swego ojca. Ale nadeszli pasterze i odpędzili je. Mojżesz wtedy powstał,
wziął je w obronę i napoił ich owce. A gdy wróciły do Reuela, ojca swego, zapytał je:
«Dlaczego wracacie dziś tak wcześnie?» Odpowiedziały: «Egipcjanin obronił nas przed pasterzami
i naczerpał też wody dla nas i napoił nasze owce». Rzekł wówczas do córek: «A gdzie on jest,
i czemu pozostawiłyście tego człowieka? Zawołajcie go, aby pożywił się chlebem». Mojżesz
zgodził się zamieszkać u tego człowieka, a ten dał mu Seforę, córkę swą, za żonę. (Wj 2,16-21)
Do Jetry należały stada, które pasł Mojżesz, kiedy dostrzegł Krzew gorejący i otrzymał polecenie, że ma udać się do faraona
i wyprowadzić Izraela z Egiptu (Wj 3,1).
Po wyjściu z Egiptu, Jetro wraz z Seforą i synami Mojżesza dołączył do obozu Izraelitów w Refidim,
gdzie dokonał ofiary całopalnej.
Następnie Jetro, teść Mojżesza, złożył Bogu całopalenia i ofiary biesiadne.
Aaron i wszyscy starsi z Izraela przyszli i brali udział z teściem Mojżesza
w uczcie przed Bogiem. (Wj 18,12)
Doradzał także Mojżeszowi, aby ustanowił przełożonych nad Izraelem, a sam zajął się jedynie najważniejszymi sprawami (Wj 18,17-23).

Po ustaleniu przywódców Kapłan Jetro opuścił  Mojżesza i udał się z powrotem do Madianu (Wj 18,24).

## Jetro w Koranie
Jetro utożsamiany jest ze wspominanym w Koranie Szoajbem (arab. شعيب, Szu'ajb).
Według 7 i 11 Sury Koranu, został on posłany z misją do swoich rodaków, Madianitów (7:83; 11:85-88).
Posłałem Szoajba do jego braci Madianitów. Ludzie! rzekł, chwalcie jednego Boga Pana Świata,
On nam dał dowody swej potęgi; zachowajcie sprawiedliwie miarę i wagę; nic nie ujmujcie z tego,
coście dać winni; nie plamcie ziemi, kiedy oczyszczoną została, a odniesiecie owoce z takiego życia,
jeżeli wierzyć będziecie. (7:83)
Madianici nie rozumieli nauk Szoajba i nie chcieli przyjąć nowej wiary (11:89-96). Dowódcy Madianitów oskarżali Szoajbę o zwodnictwo i zagrozili wypędzeniem z miasta jego i wszystkich, którzy go słuchali, jeżeli nie wrócą do starej wiary (7:86-88). Zostali za to ukarani przez Allaha śmiercią i skazaniem na odrzucenie (7:89-90; 11:87).
Czas oznaczony nadszedł, Szoajb i wierni doświadczyli miłosierdzia Boskiego;
zemsta wylała się na przestępnych, znaleziono ich umarłych w domach ich.
Oni już więcej nie powstali. (11:87)